# Seznam biskupů a arcibiskupů gdaňských
Úplný seznam pomocných a sídelních biskupů a arcibiskupů gdaňské (arci)diecéze od jejího založení až po dnešek.

## Sídelní biskupové (1925–1992)

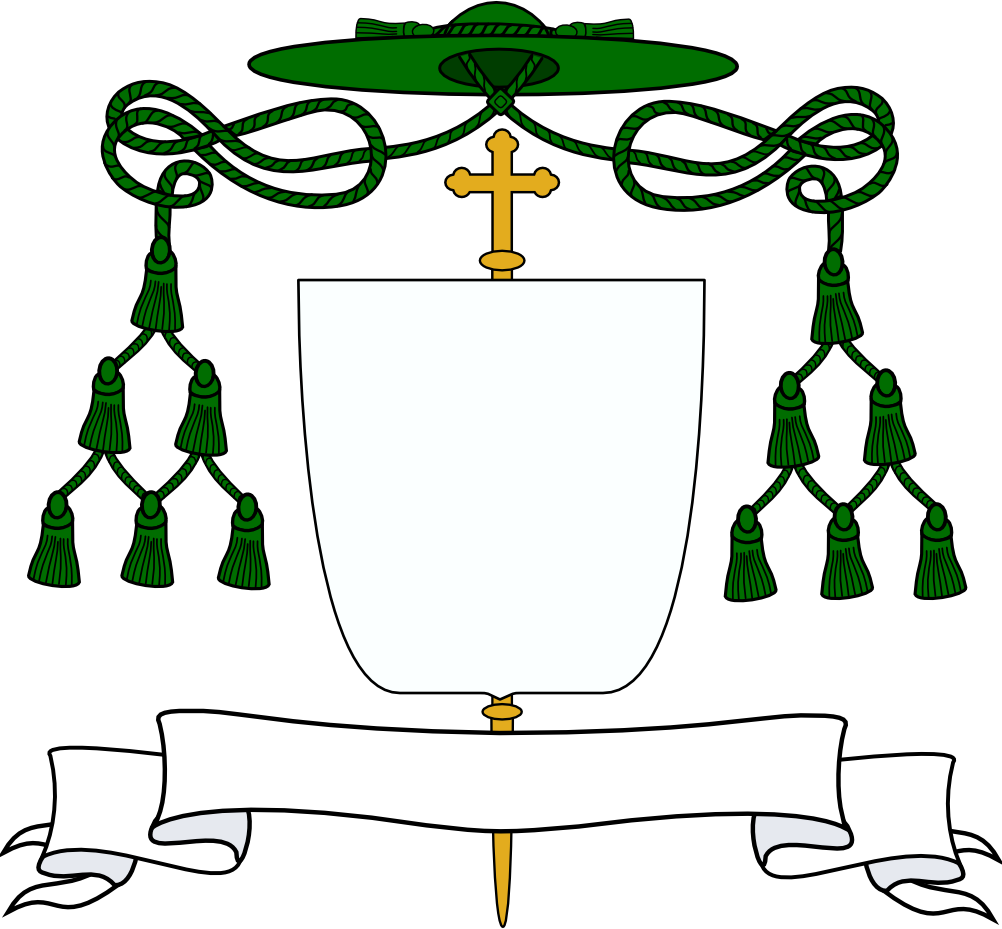
1.Edward O'Rourke (1925–1938)
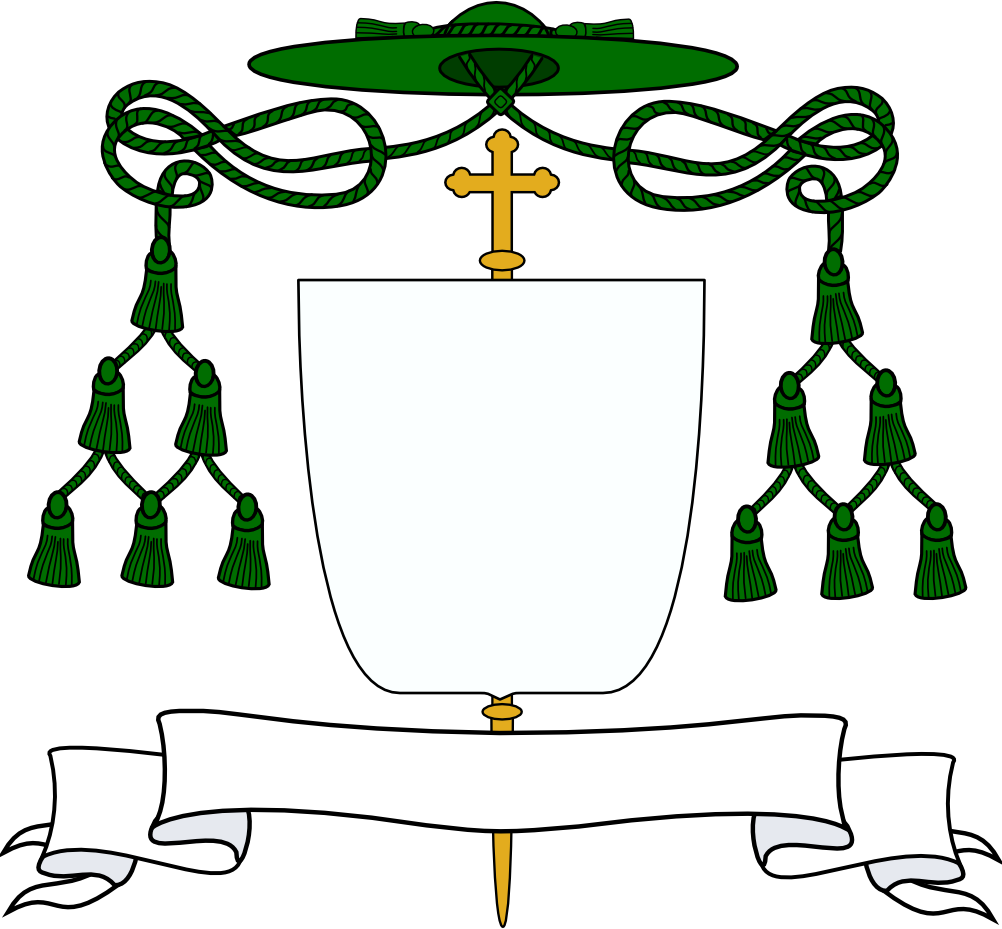
2.Karol Maria Splett(1938-1964)
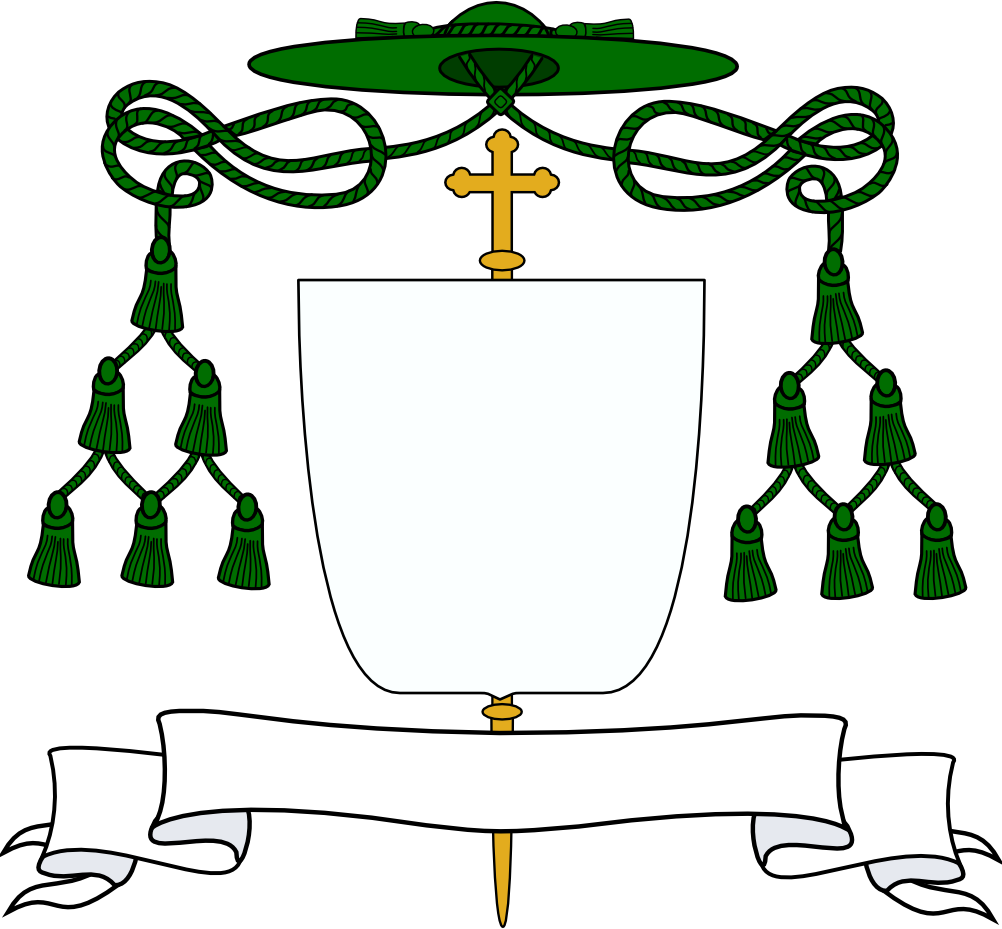
3.Edmund Nowicki(1964-1971)
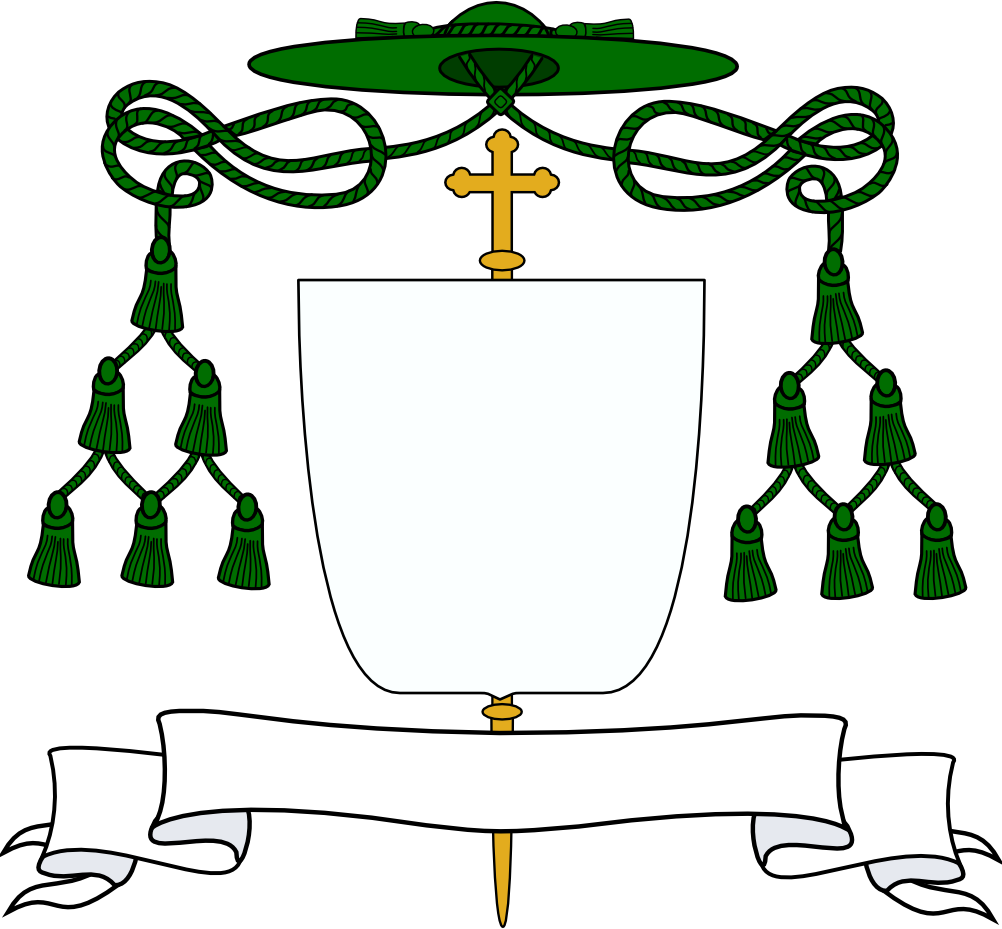
4.Lech Kaczmarek(1971-1984)
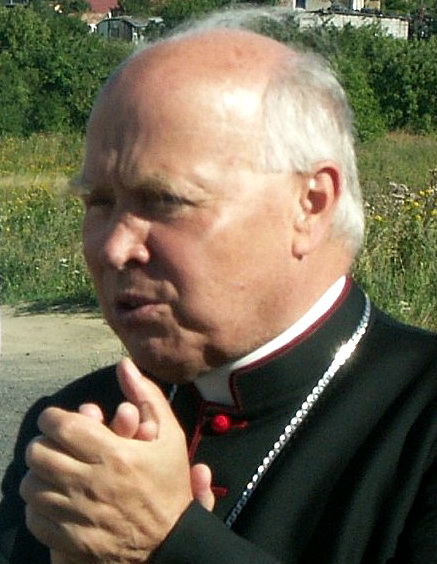
5.Tadeusz Gocłowski (1984–1992)

## Sídelní arcibiskupové (od 1992)

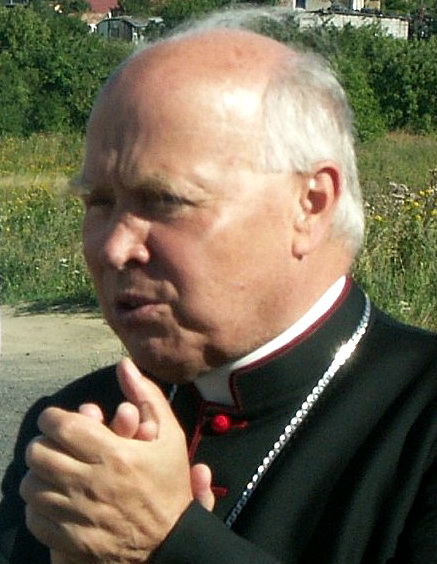
1.Tadeusz Gocłowski (1992–2008)
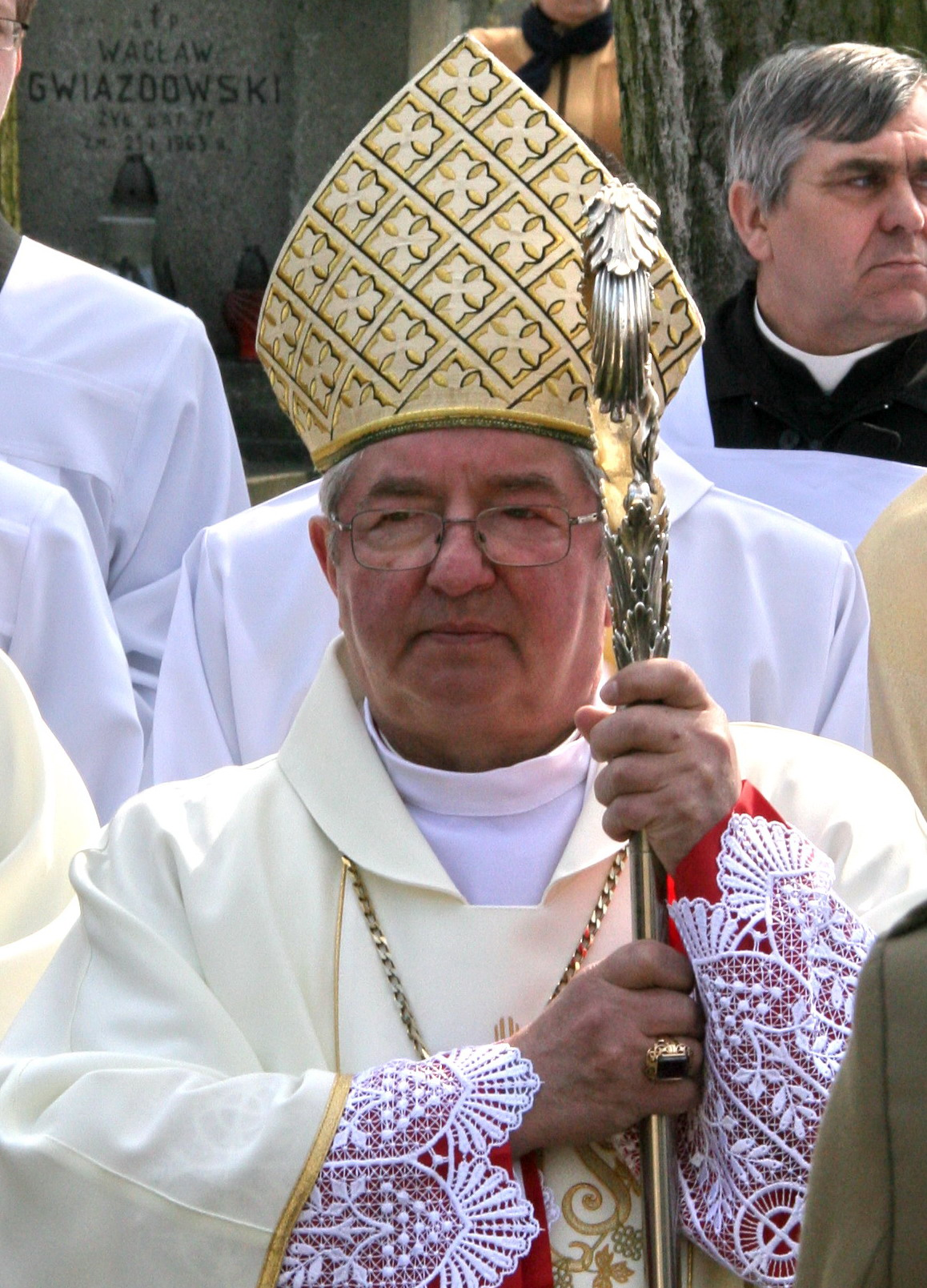
2.Sławoj Leszek Głódź (od 2008)

## Pomocní biskupové

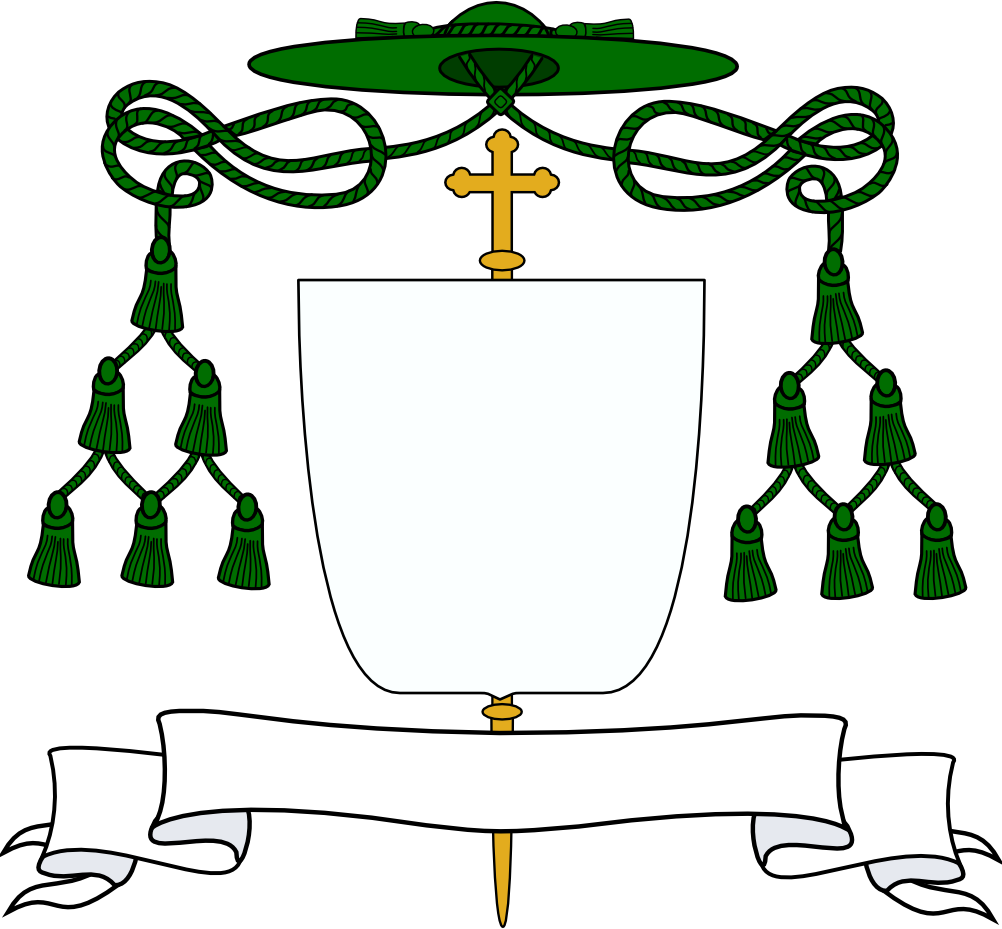
Lech Kaczmarek (1958–1971)
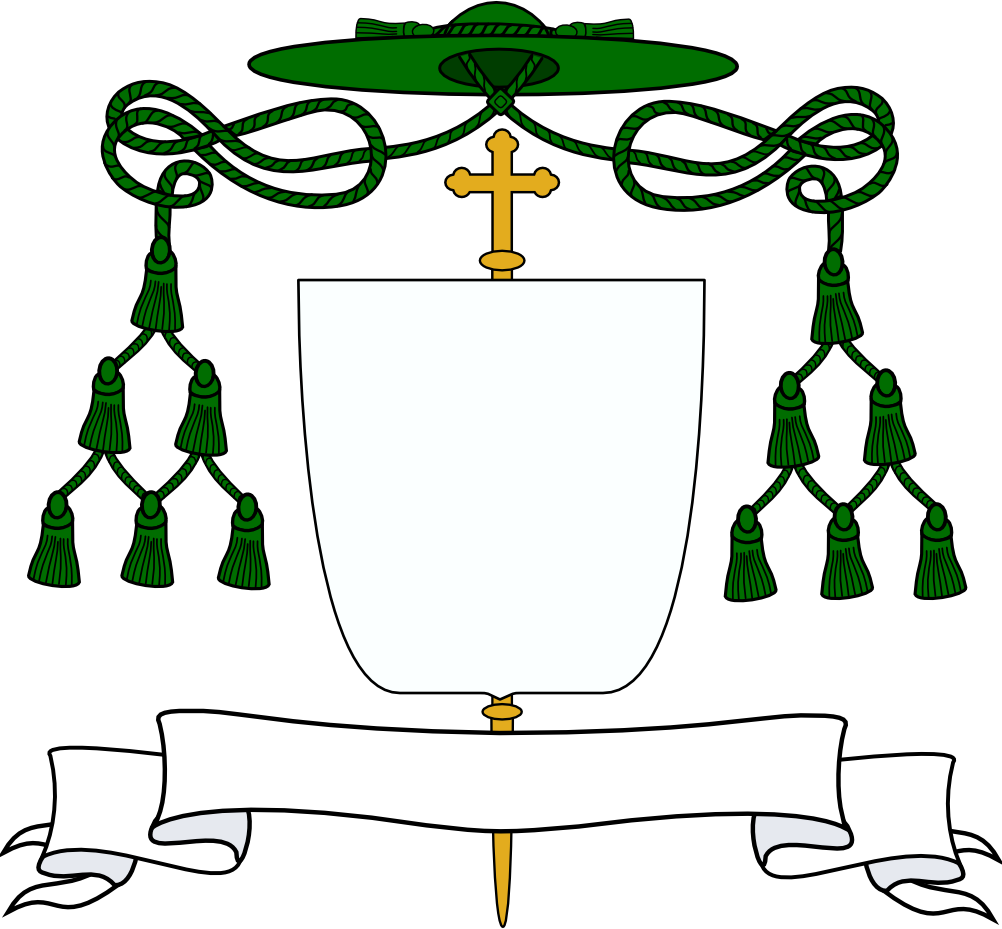
Kazimierz Kluz (1925–1938)
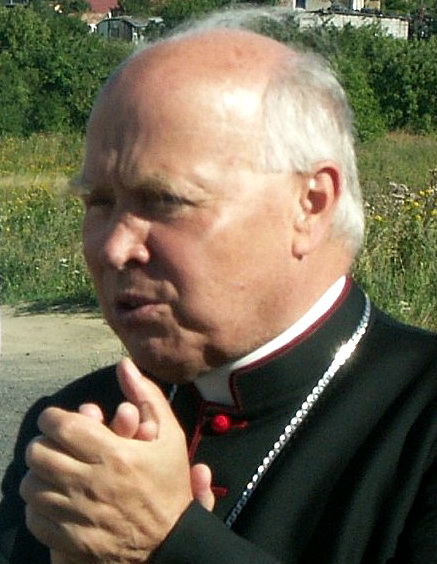
Tadeusz Gocłowski (1983–1984)
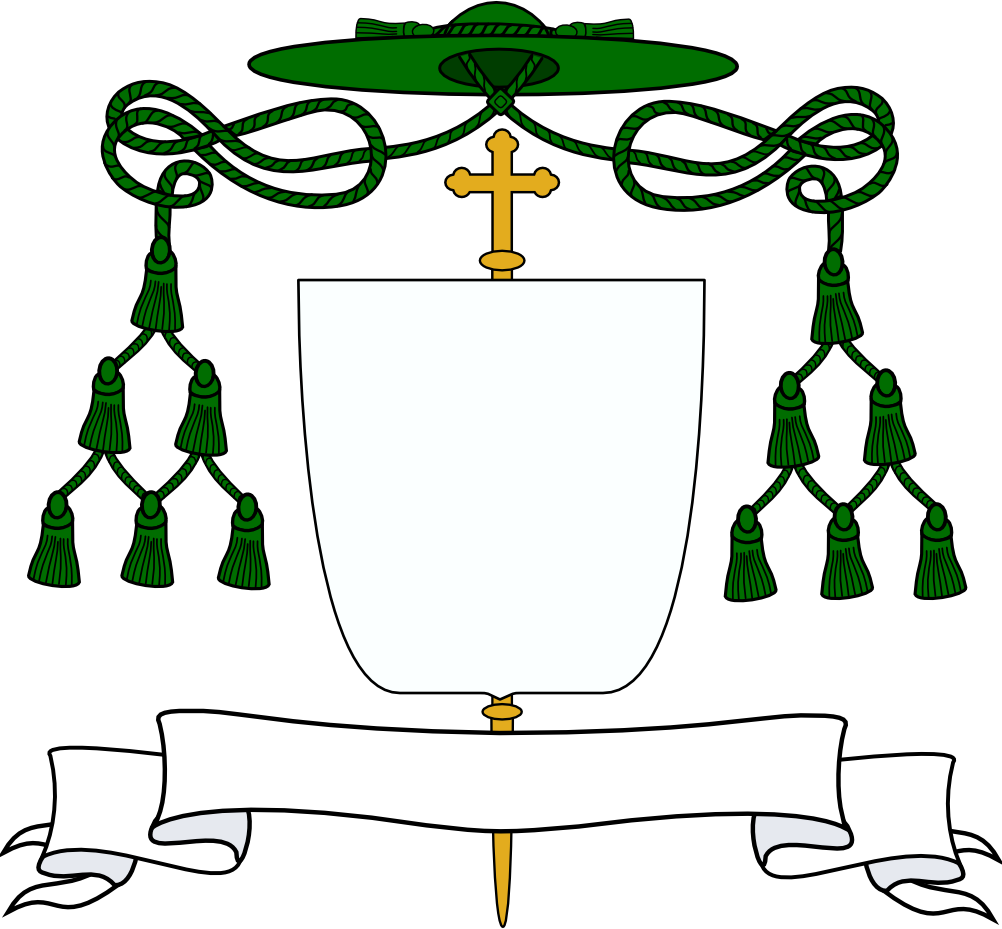
Zygmunt Pawłowicz (1985–2005)
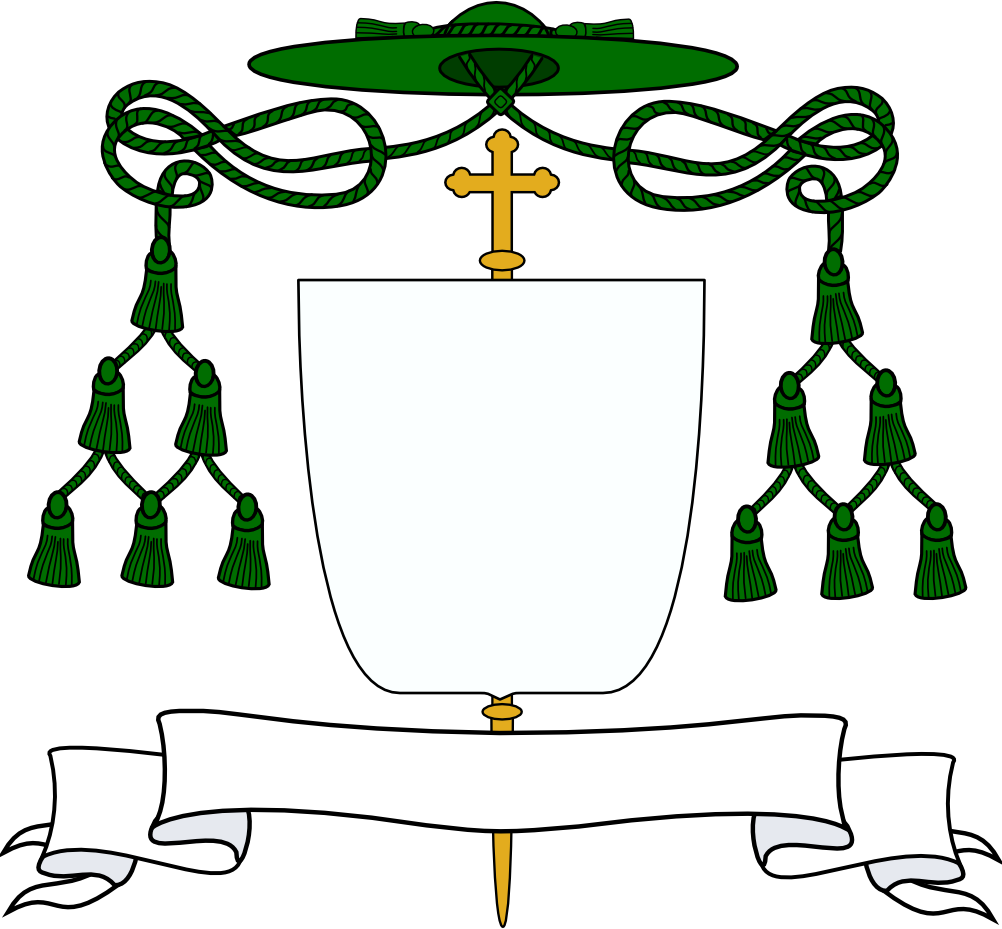
Ryszard Kasyna (2005-2012)
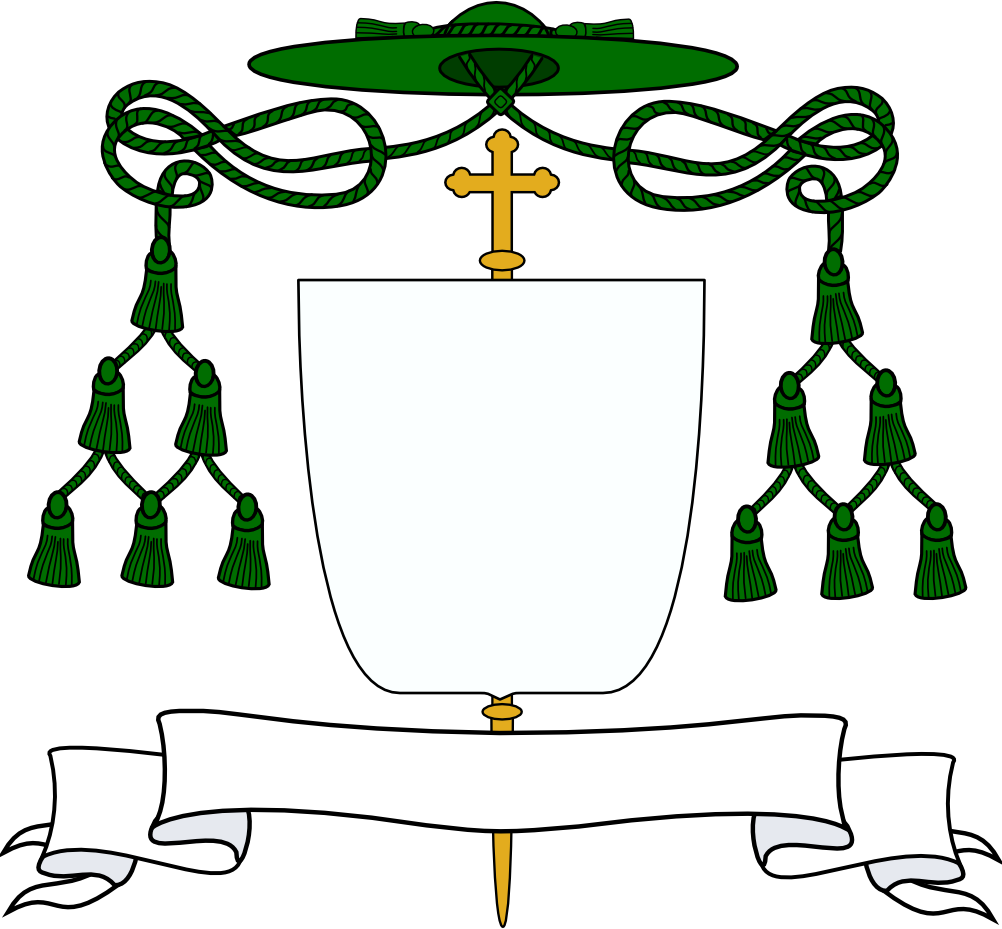
Wiesław Szlachetka (od 2014)
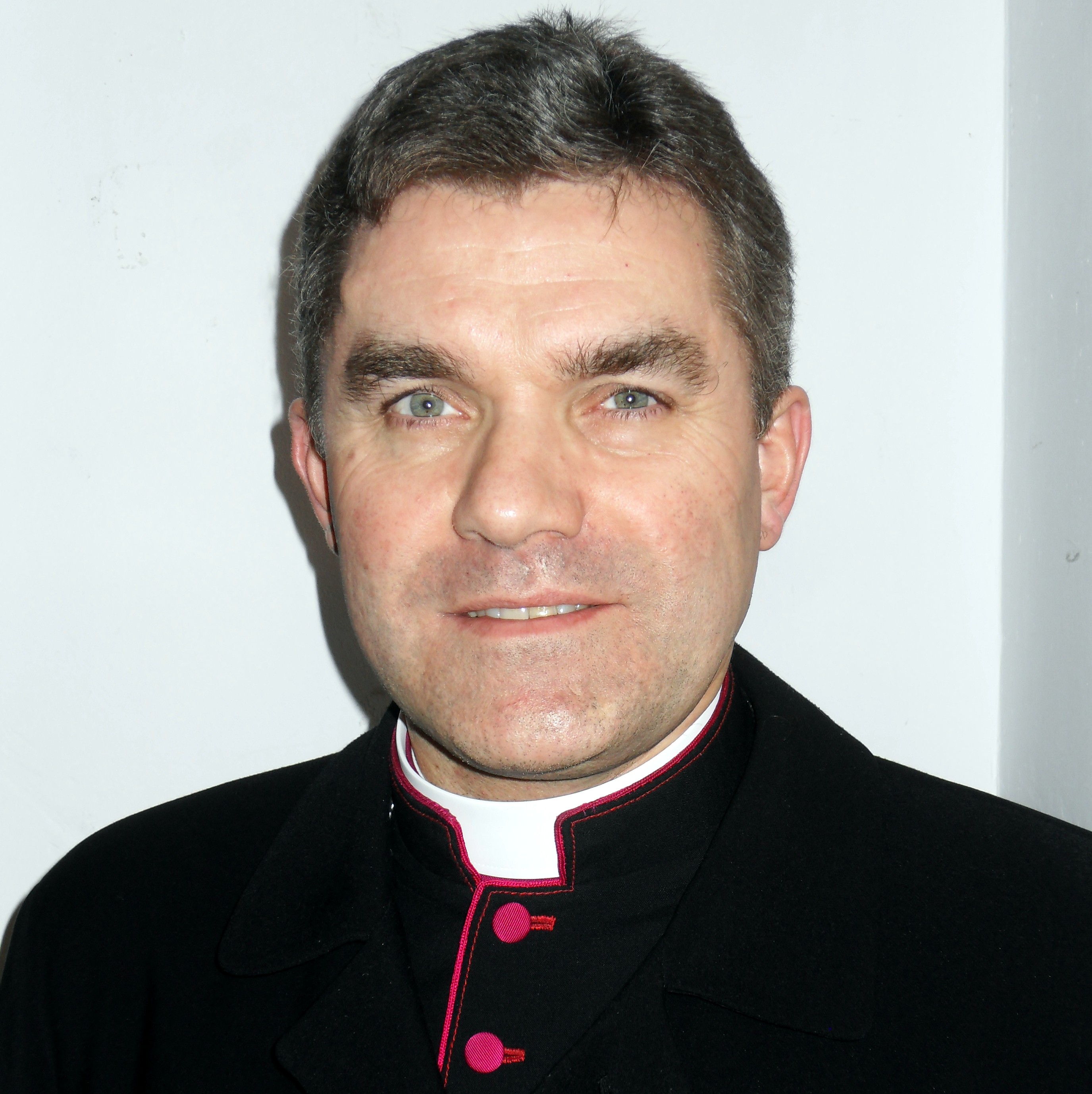
Zbigniew Zieliński (od 2015)